# Acteana
Acteana är ett släkte av insekter. Acteana ingår i familjen gräshoppor.
Kladogram enligt Catalogue of Life:
| Acteana | \| \| Acteana alazonica \| \| \| \| \| \| Acteana neavei \| \| \| \| |
|         | \| \| Acteana alazonica \| \| \| \| \| \| Acteana neavei \| \| \| \| |
|         | Acteana alazonica                                                    |
|         |                                                                      |
|         | Acteana neavei                                                       |
|         |                                                                      |